# (8510) 1991 PT8
A (8510) 1991 PT8 a Naprendszer kisbolygóövében található aszteroida. Henry E. Holt fedezte fel 1991. augusztus 5-én.